# Ivan Eklind
Ivan Henning Hjalmar Eklind  (15. října 1905 Stockholm – 23. července 1981 Stockholm) byl švédský fotbalový rozhodčí.

## Kariéra jako fotbalový rozhodčí
Eklind řídil zápasy na Mistrovství světa ve fotbale 1934 (tehdy mu bylo 28 let), Mistrovství světa ve fotbale 1938 a Mistrovství světa ve fotbale 1950.
Při mistrovství světa v Itálii 1934 vedl Eklind semifinálový zápas, v němž domácí porazili tým Rakouska (zvaný Wunderteam) 1:0. Eklindovi bylo vytýkáno, že před italským gólem přehlédl postavení mimo hru a faul na rakouského brankáře. Přesto byl pověřen rozhodováním finálového zápasu mezi Itálií a Československem, protože původně nominovaný Švýcar René Mercet nadržoval Italům ve čtvrtfinále proti Španělsku ještě výrazněji. Ve finálovém utkání, které Italové vyhráli nad Československem v prodloužení 2:1, přehlédl Eklind řadu nečistých zákroků domácích hráčů.
Eklind byl některými pozorovateli obviněn, že jak semifinálový, tak finálový zápas mistrovství roku 1934 řídil podle instrukcí italského fašistického diktátora Benita Mussoliniho, který ho před semifinálovým zápasem přijal ve své lóži. Původně rakouský, později československý fotbalista Josef Bican tvrdil až do své smrti v roce 2001, že rozhodčí Eklind byl Mussolinim podplacen.Jiní pozorovatelé Eklinda omlouvali tím, že se na jeho chabých výkonech a sporných rozhodnutích podepsala nezkušenost (v osmadvaceti letech byl nejmladším sudím, který kdy pískal finále MS) a extrémní vedro, na které údajně nebyl zvyklý.